# Campionati europei di sollevamento pesi 2001
I Campionati europei di sollevamento pesi 2001, 82ª edizione maschile e 14ª femminile della manifestazione, si sono svolti dal 23 al 29 aprile a Trenčín, in Slovacchia.
In base alle variazioni avvenute nel corso del suo svolgimento, l'edizione è conteggiata come:
- la 60ª effettivamente organizzata;
- la 80ª secondo la numerazione della EWF;
- la 82ª secondo la numerazione della IWF.

## Titoli in palio
Sono stati assegnati 15 titoli nel totale dell'esercizio (45 considerando anche le due specialità, lo strappo e lo slancio) in 8 categorie maschili e 7 femminili, sotto elencate.
Categorie maschili
| Categoria            | Eventi         | Atl. |
| -------------------- | -------------- | ---- |
| Pesi gallo           | Fino a 56 kg   | 12   |
| Pesi piuma           | Fino a 62 kg   | 15   |
| Pesi leggeri         | Fino a 69 kg   | 19   |
| Pesi medi            | Fino a 77 kg   | 14   |
| Pesi massimi leggeri | Fino a 85 kg   | 23   |
| Pesi mediomassimi    | Fino a 94 kg   | 20   |
| Pesi massimi         | Fino a 105 kg  | 23   |
| Pesi supermassimi    | Oltre i 105 kg | 11   |

Categorie femminili
| Categoria            | Eventi        | Atl. |
| -------------------- | ------------- | ---- |
| Pesi gallo           | Fino a 48 kg  | 6    |
| Pesi piuma           | Fino a 53 kg  | 15   |
| Pesi leggeri         | Fino a 58 kg  | 11   |
| Pesi medi            | Fino a 63 kg  | 17   |
| Pesi massimi leggeri | Fino a 69 kg  | 10   |
| Pesi massimi         | Fino a 75 kg  | 12   |
| Pesi supermassimi    | Oltre i 75 kg | 8    |

## Nazioni partecipanti
Le nazioni che hanno partecipato ai campionati furono 35 per un totale di 216 partecipanti (137 atleti e 79 atlete). Tra parentesi i partecipanti per nazione.
- Albania  (8)
- Armenia  (5)
- Austria  (4)
- Azerbaigian  (3)
- Belgio  (2)
- Bielorussia  (5)
- Bulgaria  (13)
- Cipro  (1)
- Croazia  (8)
- Danimarca  (2)
- Estonia  (2)
- Finlandia  (5)
- Francia  (8)
- Georgia  (2)
- Germania  (3)
- Grecia  (7)
- Israele  (1)
- Italia  (6)
- Lettonia  (3)
- Moldavia  (2)
- Norvegia  (2)
- Paesi Bassi  (3)
- Polonia  (13)
- Regno Unito  (4)
- Rep. Ceca  (11)
- Romania  (9)
- Russia  (15)
- San Marino  (1)
- Slovacchia  (15)
- Spagna  (11)
- Svezia  (1)
- Svizzera  (3)
- Turchia  (14)
- Ucraina  (10)
- Ungheria  (14)

## Risultati
Sono stati stabiliti tre record mondiali senior – tutti nelle categorie maschili – quattro record europei senior – uno nelle categorie maschili e tre nelle categorie femminili – tre record europei juniores (Under-20), e due record europei giovanili (Under-18), tutti nelle categorie femminili; quattro record furono ottenuti nel totale dell'esercizio, otto record nelle singole specialità.

### Categorie maschili
| Evento                       | Oro                | Oro                | Argento            | Argento            | Bronzo              | Bronzo             |
| Pesi gallo — 56 kg           | Pesi gallo — 56 kg | Pesi gallo — 56 kg | Pesi gallo — 56 kg | Pesi gallo — 56 kg | Pesi gallo — 56 kg  | Pesi gallo — 56 kg |
| ---------------------------- | ------------------ | ------------------ | ------------------ | ------------------ | ------------------- | ------------------ |
| Strappo                      | Halil Mutlu        | 135,0 kg           | Adrian Jigău       | 122,5 kg           | Sedat Artuç         | 120,0 kg           |
| Slancio                      | Halil Mutlu        | 168,0 kg           | Adrian Jigău       | 145,0 kg           | Vitalij Dzerbjanëŭ  | 145,0 kg           |
| Totale                       | Halil Mutlu        | 303,0 kg           | Adrian Jigău       | 267,5 kg           | Vitalij Dzerbjanëŭ  | 262,5 kg           |
| Pesi piuma — 62 kg           |                    |                    |                    |                    |                     |                    |
| Strappo                      | Nikolaj Pešalov    | 140,0 kg           | Stefan Georgiev    | 130,0 kg           | Oleksandr Lichval'd | 130,0 kg           |
| Slancio                      | Henadz' Aljaščuk   | 170,0 kg           | Elxan Süleymanov   | 160,0 kg           | Vladimir Popov      | 160,0 kg           |
| Totale                       | Nikolaj Pešalov    | 300,0 kg           | Elxan Süleymanov   | 287,5 kg           | Vladimir Popov      | 287,5 kg           |
| Pesi leggeri — 69 kg         |                    |                    |                    |                    |                     |                    |
| Strappo                      | Reyhan Arabacıoğlu | 150,0 kg           | Lucian Maxianu     | 145,0 kg           | Andrej Matveev      | 142,5 kg           |
| Slancio                      | Ekrem Celil        | 182,5 kg           | Turan Mirzəyev     | 180,0 kg           | Andrej Matveev      | 180,0 kg           |
| Totale                       | Ekrem Celil        | 322,5 kg           | Andrej Matveev     | 322,5 kg           | Turan Mirzəyev      | 320,0 kg           |
| Pesi medi — 77 kg            |                    |                    |                    |                    |                     |                    |
| Strappo                      | Oleg Perepečënov   | 165,0 kg           | Hovhannēs Amreyan  | 160,0 kg           | Claudiu Heghedus    | 152,5 kg           |
| Slancio                      | Oleg Perepečënov   | 210,0 kg           | Attila Feri        | 197,5 kg           | Hovhannēs Amreyan   | 192,5 kg           |
| Totale                       | Oleg Perepečënov   | 375,0 kg           | Hovhannēs Amreyan  | 352,5 kg           | Attila Feri         | 350,0 kg           |
| Pesi massimi leggeri — 85 kg |                    |                    |                    |                    |                     |                    |
| Strappo                      | Giorgi Asanidze    | 175,0 kg           | Georgi Gardev      | 172,5 kg           | Milen Dobrev        | 170,0 kg           |
| Slancio                      | Giorgi Asanidze    | 205,0 kg           | Sergej Žukov       | 202,5 kg           | Ondrej Kutlík       | 202,5 kg           |
| Totale                       | Giorgi Asanidze    | 380,0 kg           | Georgi Gardev      | 372,5 kg           | Sergej Žukov        | 367,5 kg           |
| Pesi mediomassimi — 94 kg    |                    |                    |                    |                    |                     |                    |
| Strappo                      | Nizami Paşayev     | 177,5 kg           | Dursun Sevinç      | 175,0 kg           | Nikolaj Stojanov    | 172,5 kg           |
| Slancio                      | Nikolaj Stojanov   | 212,5 kg           | Hakob Pilosyan     | 212,5 kg           | Nizami Paşayev      | 210,0 kg           |
| Totale                       | Nizami Paşayev     | 387,5 kg           | Nikolaj Stojanov   | 385,0 kg           | Hakob Pilosyan      | 382,5 kg           |
| Pesi massimi — 105 kg        |                    |                    |                    |                    |                     |                    |
| Strappo                      | Evgenij Čigišev    | 195,0 kg           | Robert Dołęga      | 185,0 kg           | Gleb Pisarevskij    | 185,0 kg           |
| Slancio                      | Szymon Kołecki     | 232,5 kg           | Zoltán Kovács      | 230,0 kg           | Bünyamin Sudaş      | 227,5 kg           |
| Totale                       | Evgenij Čigišev    | 422,5 kg           | Szymon Kołecki     | 412,5 kg           | Zoltán Kovács       | 412,5 kg           |
| Pesi supermassimi — +105 kg  |                    |                    |                    |                    |                     |                    |
| Strappo                      | Viktors Ščerbatihs | 195,0 kg           | Vladimir Smorčkov  | 185,0 kg           | Aleko Nozadze       | 185,0 kg           |
| Slancio                      | Viktors Ščerbatihs | 245,0 kg           | Paweł Najdek       | 245,0 kg           | Grzegorz Kleszcz    | 232,5 kg           |
| Totale                       | Viktors Ščerbatihs | 440,0 kg           | Paweł Najdek       | 420,0 kg           | Grzegorz Kleszcz    | 417,5 kg           |

### Categorie femminili
| Evento                       | Oro                   | Oro                | Argento             | Argento            | Bronzo                 | Bronzo             |
| Pesi gallo — 48 kg           | Pesi gallo — 48 kg    | Pesi gallo — 48 kg | Pesi gallo — 48 kg  | Pesi gallo — 48 kg | Pesi gallo — 48 kg     | Pesi gallo — 48 kg |
| ---------------------------- | --------------------- | ------------------ | ------------------- | ------------------ | ---------------------- | ------------------ |
| Strappo                      | Gema Peris            | 75,0 kg            | Eva Giganti         | 72,5 kg            | Snežana Popova         | 72,5 kg            |
| Slancio                      | Snežana Popova        | 92,5 kg            | Gema Peris          | 90,0 kg            | Maria José Tocino      | 82,5 kg            |
| Totale                       | Gema Peris            | 165,0 kg           | Snežana Popova      | 165,0 kg           | Maria José Tocino      | 152,5 kg           |
| Pesi piuma — 53 kg           |                       |                    |                     |                    |                        |                    |
| Strappo                      | Emine Bilgin          | 85,0 kg            | Dagmar Daneková     | 82,5 kg            | Anikó Ajkay            | 77,5 kg            |
| Slancio                      | Dagmar Daneková       | 102,5 kg           | Emine Bilgin        | 102,5 kg           | Estefanía Juan Tello   | 100,0 kg           |
| Totale                       | Emine Bilgin          | 187,5 kg           | Dagmar Daneková     | 185,0 kg           | Estefanía Juan Tello   | 175,0 kg           |
| Pesi leggeri — 58 kg         |                       |                    |                     |                    |                        |                    |
| Strappo                      | Marieta Gotfryd       | 95,0 kg            | Döndü Ay            | 95,0 kg            | Aleksandra Klejnowska  | 90,0 kg            |
| Slancio                      | Aleksandra Klejnowska | 120,0 kg           | Marieta Gotfryd     | 107,5 kg           | Henrietta Ráki         | 105,0 kg           |
| Totale                       | Aleksandra Klejnowska | 210,0 kg           | Marieta Gotfryd     | 202,5 kg           | Döndü Ay               | 200,0 kg           |
| Pesi medi — 63 kg            |                       |                    |                     |                    |                        |                    |
| Strappo                      | Valentina Popova      | 105,0 kg           | Dominika Misterska  | 100,0 kg           | Natalija Skakun        | 97,5 kg            |
| Slancio                      | Natalija Skakun       | 127,5 kg           | Dominika Misterska  | 127,5 kg           | Valentina Popova       | 125,0 kg           |
| Totale                       | Valentina Popova      | 230,0 kg           | Dominika Misterska  | 227,5 kg           | Natalija Skakun        | 225,0 kg           |
| Pesi massimi leggeri — 69 kg |                       |                    |                     |                    |                        |                    |
| Strappo                      | Milena Trendafilova   | 97,5 kg            | Vanda Maslovs'ka    | 95,0 kg            | Ludmila Arefieva       | 92,5 kg            |
| Slancio                      | Kleanthi Milona       | 125,0 kg           | Vanda Maslovs'ka    | 122,5 kg           | Milena Trendafilova    | 117,5 kg           |
| Totale                       | Vanda Maslovs'ka      | 217,5 kg           | Milena Trendafilova | 215,0 kg           | Kleanthi Milona        | 215,0 kg           |
| Pesi massimi — 75 kg         |                       |                    |                     |                    |                        |                    |
| Strappo                      | Gyöngyi Likerecz      | 107,5 kg           | Venera Mannanova    | 107,5 kg           | Ilona Dankó            | 105,0 kg           |
| Slancio                      | Gyöngyi Likerecz      | 130,0 kg           | Ilona Dankó         | 127,5 kg           | Oksana Sukhoruk        | 127,5 kg           |
| Totale                       | Gyöngyi Likerecz      | 237,5 kg           | Ilona Dankó         | 232,5 kg           | Karoliina Lundahl      | 230,0 kg           |
| Pesi supermassimi — +75 kg   |                       |                    |                     |                    |                        |                    |
| Strappo                      | Al'bina Chomič        | 120,0 kg           | Viktória Varga      | 115,0 kg           | Viktorija Šajmardanova | 107,5 kg           |
| Slancio                      | Al'bina Chomič        | 140,0 kg           | Derya Açıkgöz       | 130,0 kg           | Viktorija Šajmardanova | 130,0 kg           |
| Totale                       | Al'bina Chomič        | 260,0 kg           | Viktória Varga      | 245,0 kg           | Viktorija Šajmardanova | 237,5 kg           |

## Medagliere

### Grandi (totale)
Riferito al totale dell'esercizio.
| Posiz.              | Nazione             | Oro | Argento | Bronzo | Totale |
| ------------------- | ------------------- | --- | ------- | ------ | ------ |
| 1                   | Russia              | 4   | 2       | 1      | 7      |
| 2                   | Turchia             | 3   | 0       | 1      | 4      |
| 3                   | Polonia             | 1   | 4       | 1      | 6      |
| 4                   | Ungheria            | 1   | 2       | 2      | 5      |
| 5                   | Azerbaigian         | 1   | 1       | 1      | 3      |
| 6                   | Spagna              | 1   | 0       | 2      | 3      |
| 6                   | Ucraina             | 1   | 0       | 2      | 3      |
| 8                   | Croazia             | 1   | 0       | 0      | 1      |
| 8                   | Georgia             | 1   | 0       | 0      | 1      |
| 8                   | Lettonia            | 1   | 0       | 0      | 1      |
| 11                  | Bulgaria            | 0   | 3       | 0      | 3      |
| 12                  | Armenia             | 0   | 1       | 1      | 2      |
| 13                  | Romania             | 0   | 1       | 0      | 1      |
| 13                  | Slovacchia          | 0   | 1       | 0      | 1      |
| 15                  | Bielorussia         | 0   | 0       | 1      | 1      |
| 15                  | Finlandia           | 0   | 0       | 1      | 1      |
| 15                  | Grecia              | 0   | 0       | 1      | 1      |
| 15                  | Moldavia            | 0   | 0       | 1      | 1      |
| Totale (18 nazioni) | Totale (18 nazioni) | 15  | 15      | 15     | 45     |

### Grandi (totale) e Piccole (Strappo e Slancio)
Riferito al totale dell'esercizio e delle due specialità.
| Posiz.              | Nazione             | Oro | Argento | Bronzo | Totale |
| ------------------- | ------------------- | --- | ------- | ------ | ------ |
| 1                   | Russia              | 11  | 5       | 7      | 23     |
| 2                   | Turchia             | 8   | 4       | 3      | 15     |
| 3                   | Polonia             | 4   | 9       | 3      | 16     |
| 4                   | Ungheria            | 3   | 6       | 5      | 14     |
| 5                   | Georgia             | 3   | 0       | 1      | 4      |
| 6                   | Lettonia            | 3   | 0       | 0      | 3      |
| 7                   | Bulgaria            | 2   | 5       | 3      | 10     |
| 8                   | Azerbaigian         | 2   | 3       | 2      | 7      |
| 9                   | Ucraina             | 2   | 2       | 7      | 11     |
| 10                  | Spagna              | 2   | 1       | 4      | 7      |
| 11                  | Croazia             | 2   | 0       | 0      | 2      |
| 12                  | Slovacchia          | 1   | 2       | 1      | 4      |
| 13                  | Bielorussia         | 1   | 0       | 2      | 3      |
| 14                  | Grecia              | 1   | 0       | 1      | 2      |
| 15                  | Romania             | 0   | 4       | 1      | 5      |
| 16                  | Armenia             | 0   | 3       | 2      | 5      |
| 17                  | Italia              | 0   | 1       | 0      | 1      |
| 18                  | Moldavia            | 0   | 0       | 2      | 2      |
| 19                  | Finlandia           | 0   | 0       | 1      | 1      |
| Totale (19 nazioni) | Totale (19 nazioni) | 45  | 45      | 45     | 135    |

## Classifica a squadre

### Sistema di punteggio
Il sistema di punteggio è indicato dalla sommatoria dell'esercizio totale e delle due specialità in base allo schema adottato nel 1996:

### Categorie maschili
| Pos. | Squadra     | Punti |
| ---- | ----------- | ----- |
| 1    | Russia      | 538   |
| 2    | Turchia     | 504   |
| 3    | Polonia     | 498   |
| 4    | Romania     | 416   |
| 5    | Bulgaria    | 396   |
| 6    | Albania     | 391   |
| 7    | Slovacchia  | 365   |
| 8    | Ungheria    | 346   |
| 9    | Rep. Ceca   | 271   |
| 10   | Armenia     | 260   |
| 11   | Ucraina     | 235   |
| 12   | Azerbaigian | 219   |
| 13   | Croazia     | 206   |
| 14   | Bielorussia | 180   |
| 15   | Francia     | 180   |
| 16   | Spagna      | 165   |
| 17   | Georgia     | 148   |
| 18   | Regno Unito | 142   |
| 19   | Moldavia    | 131   |
| 20   | Finlandia   | 121   |
| 21   | Lettonia    | 118   |
| 22   | Italia      | 111   |
| 23   | Austria     | 109   |
| 24   | Estonia     | 92    |
| 25   | Germania    | 81    |
| 26   | Belgio      | 72    |
| 27   | Norvegia    | 51    |
| 28   | Svezia      | 48    |
| 29   | Svizzera    | 40    |
| 30   | Paesi Bassi | 39    |
| 31   | Danimarca   | 21    |
| 32   | San Marino  | 16    |
| 33   | Cipro       | 12    |

### Categorie femminili
| Pos. | Squadra     | Punti |
| ---- | ----------- | ----- |
| 1    | Russia      | 492   |
| 2    | Ungheria    | 483   |
| 3    | Spagna      | 400   |
| 4    | Grecia      | 374   |
| 5    | Slovacchia  | 372   |
| 6    | Ucraina     | 368   |
| 7    | Polonia     | 333   |
| 8    | Turchia     | 333   |
| 9    | Bulgaria    | 309   |
| 10   | Rep. Ceca   | 195   |
| 11   | Francia     | 171   |
| 12   | Finlandia   | 126   |
| 13   | Italia      | 118   |
| 14   | Romania     | 111   |
| 15   | Israele     | 65    |
| 16   | Germania    | 59    |
| 17   | Paesi Bassi | 58    |
| 18   | Bielorussia | 54    |
| 19   | Lettonia    | 51    |
| 20   | Austria     | 50    |
| 21   | Danimarca   | 36    |
| 22   | Croazia     | 33    |